# Boeing 717
Il Boeing 717 è un bimotore di linea prodotto dall'azienda statunitense Boeing dalla fine degli anni novanta.
Sviluppato dalla McDonnell Douglas come MD-95, venne in seguito commercializzato dalla Boeing come "Boeing 717" dopo l'acquisizione da parte della stessa Boeing della McDonnell Douglas nel 1997; occupa il settore dei velivoli passeggeri da 100 posti a sedere. È un aereo di terza generazione derivato dal Douglas DC-9 (il primo prodotto nel 1965) e dal McDonnell Douglas MD-80.

Il primo modello fu ordinato nell'ottobre del 1995 ed entrò in servizio nel 1999. La produzione cessò nel maggio del 2006 dopo 155 esemplari prodotti.

## Storia del progetto

### Precedenti
La Douglas Aircraft Company sviluppò il DC-9 per essere l'alternativa a corto-medio raggio del più grande quadrimotore DC-8 nei primi anni sessanta.
Il DC-9 aveva un design completamente nuovo: montava motori Pratt & Whitney JT8D collocati posteriormente, aveva ali piccole ed efficienti e il piano orizzontale a T. L'aereo effettuò il suo primo volo nel 1965 ed entrò in servizio nello stesso anno. Quando la produzione cessò nel 1982, erano stati prodotti 976 esemplari.
La serie McDonnell Douglas MD-80 venne messa in servizio nel 1980 come seconda generazione del DC-9: era più lungo, aveva un peso massimo al decollo maggiore, una maggiore capacità di carburante e montava la seconda generazione dei motori già utilizzati per il suo predecessore. Tra il 1980 e il 1999 sono stati consegnati quasi 1.200 MD-80.
Il McDonnell Douglas MD-90 venne sviluppato a partire dall'MD-80, e presentato al pubblico nel 1989, mentre il primo volo avvenne nel 1993. Era più lungo, presentava un glass cockpit (strumentazione elettronica) ed era sospinto da motori più potenti, silenziosi ed efficienti; solo 117 MD-90 furono costruiti.

### L'MD-95
La storia dell'MD-95 parte nel 1983, quando la Douglas avvia uno studio chiamato DC-9-90. Nei primi anni ottanta, quando l'azienda spostò la produzione sull'MD-80, si cominciò a pensare ad un modello che potesse sostituire il piccolo DC-9. Il velivolo venne soprannominato DC-9-90 e il progetto venne presentato nel febbraio del 1983. Doveva in origine essere 7,72 metri più corto del MD-80, raggiungendo una lunghezza totale di 37,34 metri. Il jet venne progettato per adeguarsi ai bisogni del nuovo mercato aereo de-regolamentato degli USA, ma lo sviluppo venne poi posticipato a causa della recessione economica degli anni ottanta; quando la Douglas si vide costretta a sviluppare una versione più piccola dell'MD-80, ridusse semplicemente le dimensioni dell'aereo dando vita all'MD-87 che, non essendo né più leggero, né più efficiente, non riuscì a competere con gli altri aerei da 100 posti in produzione all'epoca.

Durante il 1991 la McDonnell Douglas comunicò che stava considerando l'idea di sviluppare un aereo specializzato per la categoria da 100 passeggeri, soprannominato MD-87-105 (dove 105 si riferiva al numero di passeggeri trasportati). Il nuovo aereo doveva essere più leggero e più corto dell'MD-87. L'annuncio ufficiale dello sviluppo del nuovo velivolo avvenne durante il Salone Aeronautico di Parigi nel 1991, il nome ufficiale del progetto divenne MD-95; il nome venne scelto per indicare l'anno nel quale l'aereo sarebbe stato messo in vendita, anche se ciò avvenne a partire già dal 1994. Con una lunghezza totale di 37,31 metri e un peso massimo al decollo di 53.700 kg, il risultato ottenuto fu molto simile al progetto del DC-9-90 nel 1983.

Nel 1994 l'MD-95 esordì, sopportando molte comparazioni con il DC-9; in effetti le caratteristiche dell'aereo, in termini di dimensioni, peso e capacità di carico del carburante, erano le stesse. Le modifiche principali riguardavano infatti la carlinga e le ali.
L'MD-95 venne sviluppato per riempire il vuoto lasciato dalla dismissione dei DC-9, che ormai sfioravano i 30 anni di età; fu una completa revisione del sistema, tornando indietro al design del DC-9 e re-inventandolo per le necessità del trasporto moderno, ma il risultato fu deludente e in due anni vennero acquistati solo 50 MD-95.

### Motori
All'inizio venne proposto di montare sul modello dei motori derivati dalla serie -200 dei Pratt & Whitney JT8D (la cui prima serie era già montata sul DC-9); una valida alternativa era rappresentata dai Rolls-Royce BR715, che alla fine vennero preferiti e definitivamente acquistati nel gennaio 1992 dalla McDonnell Douglas.

## Dati tecnici
| Dati                                    | 717-200                   | 717-200                   |
| Dati                                    | BGW                       | HGW                       |
| --------------------------------------- | ------------------------- | ------------------------- |
| Codice ICAO                             | B712                      | B712                      |
| Codice IATA                             | 717                       | 717                       |
| Equipaggio in cabina di pilotaggio      | 2 piloti                  | 2 piloti                  |
| Capacità massima passeggeri             | 134                       | 134                       |
| Lunghezza totale                        | 37,80 m                   | 37,80 m                   |
| Diametro cabina                         | 3,15 m                    | 3,15 m                    |
| Diametro fusoliera                      | 3,34 m                    | 3,34 m                    |
| Larghezza piano orizzontale             | 11,20 m                   | 11,20 m                   |
| Apertura alare                          | 28,40 m                   | 28,40 m                   |
| Superficie alare                        | 92,97 m²                  | 92,97 m²                  |
| Freccia alare                           | 24,5°                     | 24,5°                     |
| Altezza fusoliera                       | 4,80 m                    | 4,80 m                    |
| Altezza totale                          | 8,80 m                    | 8,80 m                    |
| Passo                                   | 17,60 m                   | 17,60 m                   |
| Peso operativo a vuoto (OEW)            | 30 617 kg                 | 31 071 kg                 |
| Peso massimo senza carburante (MZFW)    | 42 638 kg                 | 45 586 kg                 |
| Peso massimo durante il rullaggio (MTW) | 50 349 kg                 | 55 338 kg                 |
| Peso massimo al decollo (MTOW)          | 49 895 kg                 | 54 884 kg                 |
| Peso massimo all'atterraggio (MLW)      | 45 362 kg                 | 49 898 kg                 |
| Carico utile massimo                    | 12 020 kg                 | 14 515 kg                 |
| Capacità cargo                          | 26,5 m³                   | 20,7 m³                   |
| Capacità massima carburante             | 13 903 L                  | 16 665 L                  |
| Velocità di crociera                    | 0,77 Mach (950,80 km/h)   | 0,77 Mach (950,80 km/h)   |
| Velocità massima                        | 0,82 Mach (1 012,54 km/h) | 0,82 Mach (1 012,54 km/h) |
| Autonomia                               | 1 430 nmi 2 645 km        | 2 060 nmi 3 815 km        |
| Quota di tangenza                       | 37 000 ft (11 278 m)      | 37 000 ft (11 278 m)      |
| Motori (x2)                             | RR BR715-A1-30            | RR BR715-C1-30            |
| Spinta (x2)                             | 83-85 kN                  | 91-95 kN                  |

## Utilizzatori

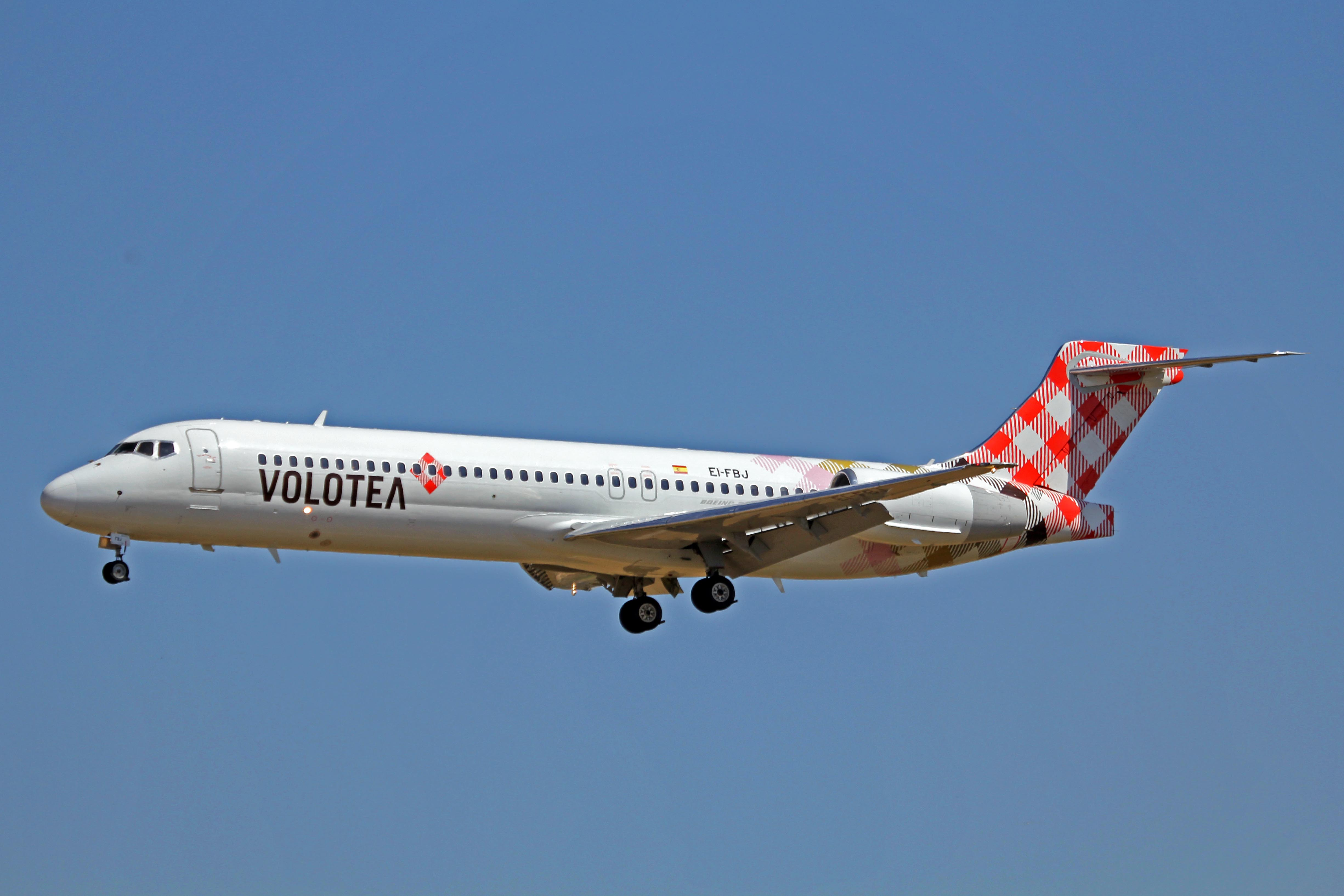
Un Boeing 717-200 di Volotea.

Al gennaio 2024, dei 155 esemplari prodotti, 116 sono operativi. Il Boeing 717 non è più in produzione, tutti i velivoli ordinati sono stati consegnati.
Gli utilizzatori sono:
- Delta Air Lines (88 esemplari)
- Hawaiian Airlines (19 esemplari)
- QantasLink (9 esemplari)